# Александар Грубић
Александар (М) Грубић (Чалма, 19. новембар 1929) српски је геолог, стручњак у научном пољу историјска геологија, редовни професор у пензији Рударско-геолошког факултета у Београду и професор на Технолошком факултету Универзитета у Бањалуци, те члан Академије наука и умјетности Републике Српске.

## Биографија
Рођен је 1929. у Чалми. Дипломирао је на Природно-математичком факултету Универзитета у Београду (група гео-палеонтологија) 1952, а у Љубљани је докторирао.
Радио је као асистент на Рударско-геолошком факултету Универзитета у Београду до 1958, као доцент до 1960, затим као ванредни професор до 1967, и као редовни професор од 1973. до 1995, када одлази у пензију. У периоду (1974—1976) је био управник Завода за геологију и палеонтологију у Београду.
Члан је Српског геолошког друштва од 1954, и био је његов председник у два наврата. Као члан Извршног одбора био је у периоду 1981–1983, а као  председник у периоду 1981–1982, и члан Одбора самоуправне контроле (1983–1984).  Године 1997. почиње да ради као гостујући професор на Технолошком факултету Универзитета у Бањалуци, односно Одсјеку за рударство у Приједору, а исте године постаје научни савјетник Рударског института у Приједору.
Инострани члан Академије наука и умјетности Републике Српске је постао 21. јуна 2004. године.
За предани рад добио је низ домаћих и страних признања: плакета, захвалница, медаља, повеља и награда.

## Дјела (библиографија)
Објавио је преко 130 научних дјела, и преко 400 текстова. Члан је Редакционог одбора часописа Гласник Природњачког музеја.